# Slawtscho Wassew
Slawtscho Wassew Welew (bulgarisch Славчо Васев; * 20. Oktober 1906 in Schabljano; † 16. August 1990 in Sofia) war ein bulgarischer Journalist und Schriftsteller.

## Leben
Wassew war von 1954 bis 1964 als Chefredakteur der Zeitung Literaturen Front tätig. Von 1956 bis 1960 war er darüber hinaus Vorsitzender des Verbandes der Bulgarischen Journalisten. Ab 1966 übernahm er die Funktion des Vorsitzenden des Bulgarischen Komitees für Zusammenarbeit und Verständigung zwischen den Balkanländern. Er verfasste Erzählungen, Essays, Reportagen und Skizzen.
Wassew wurde als Held der Sozialistischen Arbeit und mit dem Dimitrow-Preis ausgezeichnet.